# 哥倫布 (內布拉斯加州)
哥倫布（英語：Columbus）是一個位於美國內布拉斯加州普拉特縣的城市。根據2010年美國人口普查，該地共人口22111人，而該地的面積約為27.05平方千米。同時該地也是普拉特縣的縣治。

## 地理
哥倫布的座標為41°25′58″N 97°21′31″W / 41.43278°N 97.35861°W，而該地的平均海拔高度為441米（即1447英尺）。